# Incantation (groupe)
Pour les articles homonymes, voir Incantation (homonymie).
Incantation est un groupe de metal extrême américain, originaire de New York. Le groupe s'installe par la suite à Johnstown, en Pennsylvanie. Formé en 1989, le groupe compte au total neuf albums studio, deux splits, deux albums live, un EP, une compilation, ainsi qu'une démo.
Incantation, aux côtés de groupes comme Cannibal Corpse, Immolation, Morbid Angel, Nile, Obituary, Deicide, Dying Fetus, et Suffocation, est l'un des groupes les plus représentatifs de la scène death metal. Les couvertures de leurs albums, et leurs thèmes traitent du satanisme, de l'occultisme, l'anti-chrétienté et du blasphème,.

## Biographie

### Débuts (1989–1992)
Le groupe est formé par le guitariste Brett Makowski et le bassiste Aragon Amori, aux côtés des guitariste John McEntee et du batteur Paul Ledney. En mars 1990,
John McEntee assemble une nouvelle formation qui inclut le bassiste Ronnie Deo, le guitariste Sal Seijo et le batteur Peter Barnevic. John McEntee jouait à cette période dans le groupe Mortician et invite le chanteur du groupe, Will Rahmer, à les rejoindre pour enregistrer une démo. Avec cette formation, le groupe publie sa première démo qui comprend les chansons Profanation, Unholy Massacre, et The Third of the Storms une reprise de la chanson de Hellhammer. Leur deuxième démo est enregistrée la même année aux Stardust Studios entre le 26 mai et le 2 juin 1990, et le mixage audio est effectué par 1990 Ed Lotvisom. Puis ils publient l'EP Entrantment of Evil, après lequel Seijo et Barnevic partent ; ils sont remplacés par Bill Venner et Jim Roe, respectivement. Venner ne se sent pas à sa place dans le groupe et se doit d'être remplacé.
Arrive alors Craig Pillard avec lequel Incantation enregistre son deuxième EP, Deliverance of Horrific Prophecies. En 1991, le groupe commence à enregistrer son premier album, Onward to Golgotha, publié le 5 mai 1992 the au label Relapse Records. Onward to Golgotha est enregistré aux East Studios entre septembre et novembre 1991, et le mixage est effectué en janvier 1992. Onward to Golgotha est réédité en 2006 par Relapse Records accompagné d'un DVD. Ils partent ensuite en tournée à travers les États-Unis.

### Mortal Throne of Nazarene(1993–1995)
Pendant leurs tournées, le groupe effectue encore des changements de formation, en 1992, replaçant Ronnie Deo par Dan Kamp. Le groupe enregistre ensuite un deuxième album intitulé Mortal Throne of Nazarene, qui est publié le 11 mars 1994 à Relapse Records. L'album est enregistré au studio Excello Recording Studios de Brooklyn, New York, en mars 1994 avec l'ingénieur-son Harris Shiponom, et le mixage prend place aux Metal Mark Studios de Cleveland entre mai et juin 1994. Les changements continuent en août 1993 avec l'arrivée du bassiste Dave Nidrist et du batteur Jon Brody. En août 1995 sort l'album remix Upon the Throne of Apocalypse à Relapse Records.

### Diabolical Conquest(1996–1999)
Après une tournée européenne, Craig Pillard quitte le groupe. Ronnie Deo et Jim Roe partent aussi pour former le groupe Disciples of Mockery. John McEntee recrute alors le guitariste et chanteur Duane Morris, le bassiste Randy Scott et le batteur Kyle Severn. Après une tournée américaine, Scott quitte le groupe et est remplacé par Mike Donnelly pour leur tournée mexicaine, puis en tant que membre de session. Ils sont ensuite rejoints par Mary Ciullo à la basse, puis par Mike Seez à la guitare session et Will Rammer au chant pour l'enregistrement d'une nouvelle démo en 1996.
Au début de 1998, le groupe enregistre un quatrième album, publié la même année à Relapse Records.

### The Infernal StormàPrimordial Domination(2000–2009)
En juillet 2002, Incantation annonce la venue de Vincent Crowley, qui fera sa première apparition sur scène à la tournée Summer Blasphemy 2002 aux côtés d'Impaled, Decapitated, Vehemence et Dead to Fall. En mars 2004, le groupe signe au label français Listenable Records. En parallèle, Incantation entre en studio à Cleveland, dans l'Ohio, le 5 mars pour enregistrer son huitième album, Decimate Christendom, prévu pour juillet la même année. En septembre 2004, le groupe est annoncé à la tournée Clash of Demigods European Tour 2004 en Norvège, en octobre 2004.
Le 14 octobre 2005, Incantation annonce un nouvel album prévu pour 2006. En juin 2006, ils annoncent le titre de leur nouvel album Primordial Domination dont la distribution sera effectuée par Megaforce/RED. Il est mixé et produit aux Mars Recording de Cleveland par Bill Korecky, collaborateur du groupe depuis plus de 16 ans. 2006 voit donc l'arrivée du septième album du groupe, Primordial Domination, au label Ibex Moon Records. Du 17 au 22 juillet, le groupe tourne en Espagne avec Irredemption.
En janvier 2008, ils annoncent leur participation en tête d'affiche au Mayhem Festival organisé du 16 au 17 mai 2008 à Louisville, dans le Kentucky. Le groupe tourne entre le 1er et le 4 mai 2008 au Mexique avec Funerus.
Le 1er septembre 2009, le groupe annonce sa venue le vendredi 4 septembre à West Allis, dans le Wisconsin, à FireWalk Music afin d'y rencontrer les fans et pour une séance de dédicaces.

### Vanquish in VengeanceetDirges of Elysium(depuis 2010)
Ils tournent en Europe avec le groupe Hate au début de 2010. Le 13 avril 2011, ils annoncent leur première tournée en tête d'affiche en Pologne. Du 5 au 9 juillet 2012, ils tournent avec Immolation au Brésil. Le 24 août 2012, Incantation annonce le titre de son nouvel album et album-concept, Vanquish in Vengeance, prévu en novembre la même année chez Listenable Records. John McEntee commente que le titre « parle du massacre des Saxons dans la ville de Verdun en 782, sous l'ordre du Roi Charlemagne. » En octobre 2012, ils révèlent la couverture de l'album.
En mars 2014, le groupe termine un autre nouvel album, intitulé Dirges of Elysium, prévu pour fin mai la même année au label Listenable Records. Le même mois, ils annoncent le départ de leur guitariste Alex Bouks. À la fin de 2014, le groupe annonce une tournée avec Funerus démarrant à Spokane, dans l'État de Washington, le 8 janvier 2015, et se terminant à Honolulu, à Hawaï, le 18 janvier 2015.
Au début de 2016, Incantation signe de nouveau avec Relapse Records et prévoit encore un nouvel album. L'album, baptisé Scent of the Buried, est prévu pour le 1er avril prochain au label Pulverised Records (CD). La version vinyle est attendue par la suite chez Cyclone Empire. En mars 2016, le groupe annonce la sortie du vinyle studio/live intitulé XXV: A Quarter Century of Blasphemy. En avril 2016, le groupe part en tournée européenne, britannique, et russe avec Morgoth, Darkrise, Methedras, et Omophagia. Pour sa 25e année d'existence, le groupe se lance dans une seconde tournée en été en Europe et deux semaines en juillet avec le groupe brésilien Nervochaos.

## Membres

### Membres actuels
- John McEntee - guitare (depuis 1989), chant (depuis 2004)
- Kyle Severn - batterie (1994-1998, 2000-2007, depuis 2009)
- Chuck Sherwood - basse (depuis 2008)

### Anciens membres
- Aragon Amori 	- basse (1989-1990 ; décédé en 1996)
- Paul Ledney - batterie, chant (1989-1990)
- Brett Makowski - guitare (1989-1990)
- Ronnie Deo - basse (1990-1992)
- Jim Roe - batterie (1990-1994, 2007-2009)
- Peter Barnevic - batterie (1990)
- Sal Seijo - guitare, batterie (1990)
- Craig Pillard - guitare, chant (1990-1994)
- Will Rahmer - chant (1990)
- Dan Kamp - basse (1992-1993)
- Daniel Corchado - basse, chant (1995, 1997), guitare, chant (1997-1998)
- Mike Saez - guitare, chant (1996, 1999-2001)
- Robert Yench - basse (1998-2001)
- Rick « Slim » Boast - batterie (1998-1999)
- Joe Lombard - basse (2001-2006 ; décédé en 2012)
- Alex Bouks - guitare (2007-2014)

### Membres live
- Sonny Lombardozzi - guitare (2002-2004, depuis 2014)
- Jacob Shively - basse (2013, depuis 2015)
- Paulus Kressman - batterie (à Edmonton)
- Peter Barnevic - batterie (1990)
- Bill Venner 	- guitare (1990)
- Dave Niedrist - basse (1993-1994)
- Jon Brody - batterie (1993-1994)
- Randy Scott - basse (1994)
- Duane Morris 	- chant, guitare (1994-1995)
- Mike Donnely - basse (1995)
- Kevin Hughes - basse (1996)
- Mary Ciullo - basse (1996)
- Nathan Rossi 	- guitare, chant (1996)
- Clay Lytle - batterie (1998)
- Chris Dora - batterie (1998, 1999)
- Tom Stevens - guitare, chant (1998-1999)
- Dave Culross - batterie (1999)
- Mark Perry - batterie (1999)
- Richard Christy - batterie (2000)
- Vincent Crowley - chant (2002)
- Belial Koblak - chant, guitare (2002)
- Thomas Pioli - guitare (2003)
- Ilmar Marti Uibo - batterie (2004)
- Roberto Lizarraga - basse (2005-2007, 2009)
- Reyash - basse (2007, 2014)
- Craig Smilowski - batterie (2007)
- Sam Inzerra - batterie (2012)
- Luke Shively - basse (2015)